# Jazz Jackrabbit
Jazz Jackrabbit is een computerspel voor de pc uit 1994, geproduceerd door Epic MegaGames. Het spel is geschreven in Turbo Pascal 7.0 door de Nederlandse programmeur Arjan Brussee en bedacht door Cliff Bleszinski.
Het spel was zo populair dat er in 1998 een vervolg, Jazz Jackrabbit 2, werd gemaakt.
Van het spel bestaan verschillende versies. Allereerst was er de sharewareversie die bestond uit één aflevering. Een aflevering bestond uit drie werelden, elk onderverdeeld in twee levels en een 3D-bonuslevel. Verder zat er in iedere aflevering nog één geheim level dat bereikt kon worden door te schieten op een rood bord met een geel vraagteken. De aflevering eindigt met een Guardian level (eindbaas).
De commerciële versie bestond uit zes afleveringen, welke op twee diskettes werd verkocht. Later werd nog een cd-versie uitgebracht met daarop alle zes afleveringen plus nog drie.
Eind 1994 en eind 1995 werden ook twee kerstversies gemaakt, die allebei shareware waren. De eerste, Christmas Edition, bestond uit drie levels, drie 3D-bonuslevels en een geheim level. De tweede, Holiday Hare '95, had twee werelden met elk twee levels, twee 3D-bonuslevels en één geheim level in de eerste wereld.
Over de hele wereld zijn nog meer versies gevonden, zoals een cd met alleen de aflevering 'Ballistic Bunny' erop. De technologie van de 3D-bonuslevels werd hergebruikt voor het racespel 2 Fast 4 You, een advertentiespel voor BiFi dat in 1996 verscheen voor DOS.